# Kimura Dzsiróemon
Kimura Dzsiróemon (木村 次郎右衛門, Kimura Jirōemon, 1897. április 19. – 2013. június 12.) a rendelkezésre álló ismeretek szerint a történelem bizonyíthatóan leghosszabb életű férfija volt, 116 évet élt. Dina Manfredini 2012-es halálát követően vált a legidősebb élő emberré.
116 éves és 54 napos korában, természetes okokból hunyt el Kiotó prefektúra Kjótango városának egyik kórházában.

## Fiatalkora
Kimura Mijake Kindzsiró (三宅 金治郎; Hepburn: Miyake Kinjirō) néven született 1897. április 19-én, egy Kamiukava nevű halászfaluban, hat gyermek közül a harmadikként. Unokaöccse szerint születésnapját tévesen jegyezték be április 19.-ként március 19. helyett, amikor 1955-ben a környező városok adatait rendezték. 17 éves korában kezdett el dolgozni.

## Pályafutása
Az 1920-as évektől a japán uralom alatti Koreában dolgozott állami alkalmazottként. 45 évet töltött postahivatalokban, 1962-ben, 65 évesen ment nyugdíjba. 90 éves koráig gazdálkodott.

## Magánélete
Koreából hazatérve szomszédját, Kimura Jaét (1904–1978) vette feleségül. Mivel felesége családjának nem volt férfi örököse, Kimura Dzsiróemonra változtatta a nevét, és a család kilencedik ilyen nevű tagja lett.
Testvérei közül négyen érték meg a 90 évet, legfiatalabb öccse pedig 100 éves korában hunyt el. Hét gyermeke, 14 unokája, 25 dédunokája és 14 ükunokája született. Kimura szeretett korán kelni és szerinte a hosszú, egészséges élete titka a kis adagokban fogyasztott ételben rejlett. Haláláig legidősebb fia és unokája özvegyeivel élt. Élete során négy császár és 61 miniszterelnök váltotta egymást.
2012-ben és 2013-ban a Guinness Rekordok Könyvébe is bekerült.
2013 májusában tüdőgyulladással kórházba került. Június 12-én, hajnali 2:08-kor, természetes halállal távozott.

## Fordítás
- Ez a szócikk részben vagy egészben  a   Jiroemon Kimura című angol Wikipédia-szócikk fordításán alapul.  Az eredeti cikk szerkesztőit annak laptörténete sorolja fel. Ez a jelzés csupán a megfogalmazás eredetét és a szerzői jogokat jelzi, nem szolgál a cikkben szereplő információk forrásmegjelöléseként.